# Macaridion
Macaridion is een monotypisch geslacht van spinnen uit de familie van de Theridiidae (Kogelspinnen).

## Soort
- Macaridion barreti Kulczynski, 1899